# Réffy Endre
Réffy Endre (Csénye, 1828. április 11. – Egyházasfalu, 1905. július 28.) római katolikus plébános és címzetes kanonok Egyházasfaluban.

## Élete
A hat gimnáziumi osztályt Kőszegen végezte, mely után 1845-ben a kegyestanító-rendbe lépett Trencsénben. Elvégezve újonc éveit, Kanizsára küldetett, ahonnét 1848-ban honvédnek állott be és részt vett a branyiszkói csatában és az Újházy-féle vadászcsapatnál szolgált a világosi fegyverletételig. Ezután hosszabb ideig bújdosott, majd Szombathelyt és Győrött folytatta tanulmányait, melyeknek végeztével 1851-ben a győri növendékpapok sorába lépett. 1855. július 25-én áldozópappá szenteltetett és Csepregbe küldetett segédlelkésznek, ahol 1856. augusztus 17-ig, innét Csornára, ahol harmadfélévig működött. Ezután félévig püspöki szertartó volt Simor János győri püspök mellett, utána két évig győrvárosi, másfélévig pedig ugyanott karkáplán; 1863-tól 1873-ig csornai, ezentúl egyházasfalui plébános és címzetes kanonok, szentszéki ülnök és zsinati vizsgáló volt.
Cikkeket írt a vidéki lapokba.